# Compagnons de Jeanne d'Arc
Ne doit pas être confondu avec Compagnons d'armes de Jeanne d'Arc.

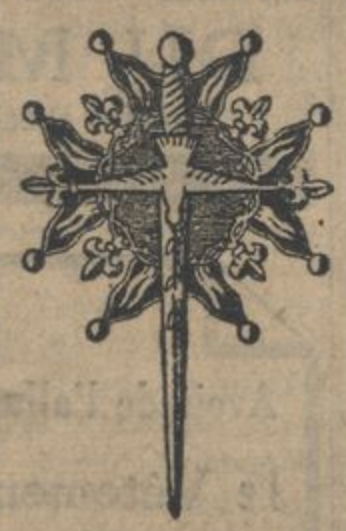
Insigne des Compagnons de Jeanne d'Arc dans Le Journal du 7 mars 1932.

Les Compagnons de Jeanne d'Arc sont une association qui a organisé de 1937 à 1939 à Domrémy des manifestations de masse patriotiques et religieuses, en l'honneur de Jeanne d'Arc.

## Acteurs des manifestations
Marcel Boucher, député de la circonscription où se trouve Domrémy, est à l'origine de ces manifestations. Il a bénéficié de l'appui de deux associations distinctes, aux objectifs similaires.
La première et la plus ancienne s'appelle les Compagnons de Jeanne d'Arc, fondée par le sculpteur Maxime Real del Sarte. Déclarée officiellement le 13 juin 1930, elle a pour mission de « grouper, autour de celle qui sauva la France à une heure grave de notre histoire et qui symbolise si heureusement toutes les aspirations nationales pour la paix, tous les hommes de bonne volonté ». Cette année-là, le 30 mai, devait avoir lieu la bénédiction par le cardinal-archevêque de Paris à Notre-Dame d'un reliquaire offert par Real del Sarte et contenant de la terre prise à l'emplacement du bûcher de Jeanne à Rouen. Mais cette cérémonie a été annulée. Le mois suivant, ce reliquaire fut amené à l'archevêché, reçut la bénédiction épiscopale puis fut exposé le lendemain aux Invalides, devant une foule nombreuse. Dans les colonnes du quotidien Le Journal, Real del Sarte appelle à l'union sous l'égide de Jeanne d'Arc; son association se veut « en dehors de toute ambition politique, de tout souci confessionnel ». La présidence de l'association est à l'origine confiée à l'écrivain ancien combattant Binet-Valmer. En 1935, Real del Sarte se rend en Italie pour rencontrer Mussolini et lui présenter son projet d'une statue de Jeanne d'Arc qui doit être érigée à Rome. Marcel Boucher prend la présidence de l'association après la première manifestation de Domrémy. Maxime Réal del Sarte le présente en avril 1938 comme le co-président de l'association.
La seconde se nomme la Société des Amis du berceau de Jeanne d'Arc, fondée en 1933 par un avoué de Neufchâteau, Gilbert Getten, son secrétaire général. Sont membres de son conseil d’administration : Jean Bouloumié, patron de la Société générale des Eaux de Vittel, conseiller général, Henri Hocloux, avoué honoraire, Marcel Grosdidier de Matons, professeur agrégé au lycée de Metz, Charles Brossard, architecte des monuments historiques, le président du syndicat d’initiatives de Domrémy, le maire de Domrémy, l’homme de lettres Émile Hinzelin, Pierre Marot, archiviste de Meurthe-et-Moselle et directeur de la revue Le Pays lorrain, André Philippe, archiviste des Vosges, conservateur du musée départemental et de la Maison de Jeanne d’Arc, le chanoine Ritz, directeur du quotidien messin Le Lorrain, Louis Noirtin, membre de la commission de surveillance de la Maison de Jeanne d'Arc, conseiller général de Neufchâteau depuis 1934, le baron Jacques Riston président du syndicat d'initiatives de Nancy. Le maréchal Lyautey en a pris la présidence. Lui succède à sa mort en 1934 l'académicien Louis Madelin. Elle a pour ambition, à l’origine, de « perpétuer le souvenir de Jeanne la Lorraine », d’attirer des touristes à Domrémy, d’aider à la conservation des sites, de publier des brochures sur Jeanne d’Arc, de « rappeler l'adolescence de celle qui incarna avec force et piété les vertus de notre race ». Son comité d’honneur a compris notamment le président de la République, Raymond Poincaré, Lyautey, le général de Castelnau, Louis Bertrand, Claude Farrère, Gabriel Hanotaux, Georges Goyau, le général Maxime Weygand, qui en 1936 appela les Français à adhérer à cette association. Madelin annonce le premier pèlerinage de 1937 dans L'Écho de Paris, soulignant l'action de son association et le « concours magnifique » de Marcel Boucher.
Les manifestations de 1937-39 organisées par Boucher et ces deux associations se veulent apolitiques. Elles visent à entretenir le souvenir et le culte de Jeanne d'Arc et à favoriser par ce biais « la réconciliation entre tous les Français de bonne volonté pour un pays épuisé de luttes intestines » dans un souci « d'apostolat de civilisation et de paix ».
Toutefois, leurs animateurs sont clairement marqués à droite. La société des Amis du berceau de Jeanne d'Arc est présidée par Louis Madelin, ancien député vosgien de la Fédération républicaine. Elle est animée par un militant républicain national actif, l'avoué Gilbert Getten, un proche de Boucher et un militant du Rassemblement national lorrain. Marcel Boucher a été élu député en 1936 en faisant campagne contre le Front populaire. Il adhère à la Fédération républicaine.
Les Compagnons de Jeanne d'Arc sont issus de l'Action française ; Maxime Real del Sarte est un militant royaliste notoire. Binet-Valmer a fondé et présidé la Ligue des chefs de section; il a rejoint l'Action française en 1929. Charles de Magnienville, délégué régional des Compagnons, a donné des conférences en Meurthe-et-Moselle pour l'AF et a été désigné en 1932 président des comités royalistes de la Meuse. Charles Berlet, secrétaire général pour la Lorraine des Compagnons jusqu'en 1939 et membre du comité central des Compagnons, est le chef des royalistes d'Action française dans cette région. Par le biais de cette association, les royalistes d'Action française ont été discrètement et progressivement réintégrés au monde catholique : la condamnation de l'Action française par l'Église de 1926 est levée en juillet 1939. Le 11 novembre 1934, les Compagnons, avec à leur tête Réal del Sarte et Binet-Valmer, ont défilé à Paris, ouvrant la marche au défilé des ligues d'extrême droite, celles du Front national (années 1930) et des Croix-de-Feu. En décembre 1934 et janvier 1935, les Compagnons de Jeanne d'Arc portent de ville en ville le reliquaire, de la petite ville de Vraux à Domrémy, et le confient au curé-doyen de Domrémy. Le 6 janvier 1935, ils célèbrent alors à Domrémy, pour la première fois, l'anniversaire de la naissance de Jeanne d'Arc, en présence du curé, du maire du village, de Réal del Sarte, du délégué régional des Compagnons (Charles de Magnienville), de Charles Berlet, de Gilbert Getten, d'anciens combattants, de membres de la Solidarité française et des Jeunesses patriotes, de dirigeants des Camelots du roi, dont leur chef régional, Maurice Cochinaire. Le 5 juillet 1936, les Compagnons viennent à Domrémy, notamment pour y prélever de la terre destinée à être déposé dans le socle d'une statue de Jeanne d'Arc de Réal del Sarte qui doit être inaugurée à Rome quelques jours plus tard.
Les manifestations de 1937 à 1939 ont rassemblé des « forces marquées à droite de l’échiquier politique français » : officiers généraux peu connus pour leurs sentiments républicains orthodoxes (Weygand, Franchet d’Espèrey) ou qui ont été liés aux Ligues en Lorraine (les généraux Albert Tanant et Henri Colin), académiciens marqués à droite (Henry Bordeaux, Louis Madelin), parlementaires opposés au Front populaire (France), à commencer par Louis Marin et d'autres parlementaires de la Fédération républicaine, conseillers municipaux parisiens « nationaux » (Armand Massard, René Gillouin, Gaston Le Provost de Launay). Ces manifestations ont tenté une « synthèse unificatrice des cérémonies catholiques et républicaines ». Mais si elles exaltent le patriotisme et prônent l’union, elles ne sont pas dirigées contre l’ennemi traditionnel de plus en plus menaçant, l’Allemagne, et sont encore « engluées dans des oppositions de politique intérieure ».

## Manifestation du 9 mai 1937
Elle est organisée par Marcel Boucher, la municipalité de Domrémy et les Amis du berceau de Jeanne d'Arc, avec la collaboration des Compagnons de Jeanne d'Arc. 50 parlementaires y prennent part. Vingt-et-un appartiennent au groupe URD à la Chambre, parmi lesquels Louis Marin, député de Nancy et président de la Fédération républicaine, François Valentin, Xavier Vallat, Philippe Henriot. Outre Marin et Valentin, des parlementaires lorrains ont répondu à l'appel : les députés Jean Quenette, Édouard Moncelle, François Beaudoin, Louis Gaillemin, les sénateurs Adrien Richard, Charles-Henri Cournault, André Barbier et Maurice Flayelle. 20 000 personnes y assistent. Les cérémonies se composent d'une messe, présidée par le cardinal-archevêque de Reims Emmanuel Suhard, avec un sermon de l'évêque de Saint-Dié Mgr Louis-Augustin Marmottin, suivie par une cérémonie dans le jardin de la maison de Jeanne d'Arc, où s'expriment le cardinal Suhard, le maire de Domrémy, Louis Madelin, Charles Berlet — qui remplace Maxime Real del Sarte —, le sénateur Charles Reibel, Louis Marin. Un banquet s'ensuit, suivi par un hommage sur l'esplanade de la basilique et des allocutions de Gilbert Getten et de plusieurs parlementaires : Marin, Valentin, Quenette, Stanislas Devaud, seul représentant du Parti social français, Joseph Denais (homme politique), Xavier Vallat, le sénateur Henry Lémery. Ainsi que du général Paul Prosper Henrys et d'Alfred Bour, vice-président du conseil municipal de Paris.
Le Parti social français profite de l'événement pour distribuer des journaux du parti, grâce à des militants venus en cars des quatre départements lorrains. Ses rivaux lui ont reproché de vouloir s'approprier la manifestation. Un journal de gauche local décrit la manifestation comme « un rassemblement des membres du PSF et du RNL ». Le RNL a en effet aussi appelé ses adhérents à venir à Domrémy et à porter leur insigne. Le Front national du travail de l'Alsacien Joseph Bilger a affrété un train pour ses militants mais sa présence est passée inaperçue. Quant à L'Action française, elle affirme que le sous-préfet n'a fait qu'une courte apparition, que le gouvernement du Front populaire a décommandé au dernier moment un détachement de l'armée et que la Confédération générale du travail a entravé le départ en autocar des pèlerins de Metz.

## Manifestation du1ermai 1938
Elle est organisée conjointement par les deux associations. Marcel Boucher, nouveau président des Compagnons, a obtenu le patronage du gouvernement - la journée est placée sous la présidence d'honneur du président du conseil Daladier et du ministre Marc Rucart, député radical-socialiste d'Epinal - et la présence de l'armée, représentée par la musique militaire et le commandant du XXe corps, le général Requin. La manifestation élargit son audience mais reste liée au monde catholique. Mgr Marmottin appelle ses ouailles à se rendre à la célébration dans les colonnes de la Revue diocésaine du diocèse de Saint-Dié. L'Église, l'Action catholique et les périodiques catholiques lorrains apportent leur concours. La messe en plein air est servie par le cardinal Verdier, entouré de deux évêques, Mgr Marmottin et Mgr Charles Ginisty, évêque de Verdun.
Un hebdomadaire catholique vosgien annonce 30 000 personnes, un autre périodique local fait état de 40 000 personnes.
La foule entend les discours de Marcel Boucher, de Maxime Real del Sarte, de Louis Marin, du maréchal Franchet d'Espèrey, de l'Académicien Henry Bordeaux, du maire de Domrémy, des représentants des maires d'Orléans, Reims, Compiègne et Rouen et du conseil municipal parisien, d'un professeur de l'Université de Londres, du chanoine britannique de la cathédrale d'Hereford. Les parlementaires présents siègent au centre-droit ou à droite à la Chambre. Des dirigeants de la Fédération républicaine sont également présents, comme Jean Guiter, son secrétaire général, ou Victor Perret, président de la Fédération républicaine du Rhône. 
Depuis 1938, un arrêté municipal interdit la vente et la distribution de journaux ainsi que la vente et le port d'insignes politique sur le territoire de la commune au moment de ces célébrations. L'appel à l'union n'a pas été entendu par tous les nationaux. Les cérémonies sont l'occasion de passes d'armes entre le PSF et les royalistes de L'Action française, au lendemain de l'échec du Front de la Liberté et des procès en diffamation qui ont opposé François de La Rocque à ses adversaires au sujet des fonds secrets que le chef des Croix de feu aurait accepté des gouvernements d'André Tardieu et Pierre Laval. Le PSF, en butte à l'hostilité des autres partis et mouvements de droite et d'extrême droite, refuse désormais de participer aux cérémonies. Léon Daudet cite deux lettres confidentielles de La Rocque et du chef de la fédération PSF de la Moselle conseillant aux membres du parti de ne pas participer à la manifestation et de ne pas fréquenter les Compagnons de Jeanne d'Arc, accusés faussement d'être la « reconstitution camouflée des anciens Camelots du roi » dissous en 1936. La lettre de La Rocque fait état de la demande du président de la fédération PSF des Vosges « pour que nous ne soyons ni présents, ni représentés ». Si aucun député PSF n'est venu, des élus locaux membres du PSF ont en revanche assisté aux cérémonies. Le journal national du PSF, Le Petit Journal, ne consacre qu'un entrefilet à la cérémonie.
Les Compagnons défilent aussi à Nancy, ainsi qu'à Paris, menés par Marcel Boucher, dans le cortège traditionnel marqué à droite à l'occasion de la fête de Jeanne d'Arc. Ils font savoir par la presse qu'ils se donnent « pour mission d'assurer le prolongement permanent de cette trêve, sans distinction d'opinions ». Boucher et des Compagnons assistent à Paris à une cérémonie de la Flamme à l'Arc de Triomphe, où est amené par des scouts un flambeau allumé à Domrémy le 1er mai.

## Manifestation du 4 juin 1939
Elle bénéficie de l'éclat apporté par la visite en Lorraine du cardinal légat Villeneuve, représentant le pape Pie XII. La présence d'un légat apostolique a été demandée par Boucher et annoncée en mars. Le légat est entouré de nombreux archevêques et évêques: Mgr Marmottin, Mgr Marcel Fleury, évêque de Nancy, Mgr Joseph-Jean Heintz, nouvel évêque de Metz, Mgr Ginisty, évêque de Verdun, ainsi que les évêques de Besançon, Strasbourg, Châlons-en-Champagne et Marseille.
Plusieurs dizaines de milliers de personnes sont venues; 100 000 selon le bulletin des Compagnons de Jeanne d'Arc. Elles assistent à la grand-messe en plein air - devant la nouvelle basilique, élevée ce jour-là au rang de Basilique mineure -, au sermon du légat, à la procession et aux discours, moins nombreux que les années précédentes : de Maxime Real del Sarte - qui remet au cardinal Villeneuve une crosse portant l'effigie de Jeanne d'Arc, au nom des Compagnons de Jeanne d'Arc  -, de Marcel Boucher, du général Weygand notamment.
Les parlementaires présents appartiennent toujours au centre-droit et à la droite.
Pour la première fois, un ministre en exercice, Auguste Champetier de Ribes, ministre des anciens combattants et des pensions, catholique membre du PDP, participe à la cérémonie : il accompagne le légat et prononce un discours, à la suite de celui de Weygand. Il adresse à Boucher une lettre de félicitations après les cérémonies, dans laquelle il se félicite de la présence du cardinal à la cérémonie en l'honneur de « sainte Jeanne d'Arc ». Le ministre et le légat sont reçus à leur arrivée par le préfet des Vosges et le sous-préfet de Neufchâteau. En outre, les plus hautes autorités de la République font désormais partie du comité d'honneur de l'association: certains depuis au moins juin 1938, comme le président de la République, Albert Lebrun, le président de la Chambre des députés, Herriot, les anciens présidents du conseil Camille Chautemps et Pierre-Étienne Flandin. Daladier, président du conseil en exercice, a donné son adhésion après la crise de Munich, à la demande de Marcel Boucher. L'ont rejoint deux autres anciens présidents du conseil: Tardieu et Pierre Laval.
Font aussi partie du comité d'honneur trois cardinaux - Verdier, archevêque de Paris, Emmanuel Suhard, archevêque de Reims, et Alfred Baudrillart, recteur de l'Institut catholique -, les maréchaux Pétain et Franchet d'Espèrey (depuis au moins juin 1938), les généraux Weygand, Édouard de Castelnau (président de la Fédération nationale catholique, depuis au moins juin 1938 en ce qui concerne ce-dernier) et Gouraud, la plupart des parlementaires lorrains, dont Marc Rucart et Gaston Thiébaut, radicaux-socialistes. Louis Marin et le sénateur vosgien André Barbier intègrent le conseil d'administration des Compagnons en juillet 1939.
Le PSF n'interdit plus à ses adhérents de venir à Domrémy ; de nombreux membres du parti se mêlent à la foule et le Petit Journal relate l'événement en « une ».
Avant la manifestation, Marcel Boucher a écrit au nom des Compagnons de Jeanne d'Arc au président du conseil pour lui conseiller de donner une solennité plus marquée à la fête de Jeanne d'Arc célébrée à Paris, afin de « montrer l'accord entre les Français pour le maintien de l'unité et de l'intégrité de la nation ». Il a suggéré de donner comme point de départ au défilé traditionnel non plus la place de la concorde, mais l'Arc de triomphe de l'Étoile.